# 麥拉倫MCL33
麥拉倫MCL33（英語：McLaren MCL33）是蒂姆·戈斯所設計的一輛一級方程式賽車車輛，由麥拉倫製造並參賽2018年世界一级方程式锦标赛。這輛車由兩屆世界冠軍車手费尔南多·阿隆索及斯托弗·范多恩駕駛出賽，2017年歐洲三級方程式冠軍蘭多·諾里斯共同參與測試及開發。麥拉倫在本年度終止與本田歷經三年的引擎供應合作，MCL33成為該隊首輛搭載雷諾引擎的賽車。
此輛車採用橘色及藍色塗裝，以向該隊過往的幾款車種致敬。

## 設計及開發

### 引擎供應
2017年9月，麥拉倫稱本田無法提供穩定且具有競爭力的動力單元，故終止了與本田的引擎合作關係。在麥拉倫尋求新的供應商期間，雷諾曾透露他們無法在滿足現有客戶紅牛車隊及紅牛第二車隊的需求下，再為麥拉倫提供所需的引擎。最終，麥拉倫與雷諾達成協議，令紅牛二隊終止與雷諾的合作並投奔本田，雷諾引擎供应链便足以為麥拉倫提供2018年款雷諾R.E.18。

### 底盤設計
麥拉倫將引擎供應商由本田轉為雷諾的這項決定，對麥拉倫技術總監所帶領的設計團隊帶來了一些挑戰。原先，本田的渦輪增壓器位於引擎後方、壓縮機則位於前方，熱能回收系統安裝在V型汽缸排之中；然而，前述三項部件皆安裝在雷諾R.E.18引擎的後方，致使麥拉倫必須更改車輛的底盤設計，重新開發引擎室、變速箱及後懸吊幾何。R.E.18引擎讓麥拉倫在油箱尺寸及位置設計上有較多的彈性，使得引擎位置能夠更加接近車手，然而，引擎中的渦輪卻過於突出而佔據變速箱體的空間，增加了設計上的困難。因此，為了容納這具引擎，該隊必須重新設計變速箱並徹底檢修後懸吊的安裝點。
麥拉倫開發出較激進的後懸吊系統幾何設計，將所有的懸吊上部元件組合成一體，進而以最大限度地減輕底盤關鍵區域的重量，達到降低阻力的效果，同時，讓車隊能夠有效控制後擴散器上的空氣流動，並產生更多的空氣動力學抓地力。
季前測試期間，MCL33因為緊密的封裝及冷卻成效不彰，在引擎達到最高工作溫度時，造成車身引擎罩後端出現烤焦痕跡。在為車輛研擬新版車身前，車隊先為本次的測試製作了一具臨時性冷卻組件。季前測試結束後，車隊公開發布表示他們已經解決引擎的可靠性問題。

#### 規則變更
由於運動規則的更動，MCL33必須安裝一具環繞車手頭部上方周圍並固定於座艙前方，由鈦合金製成的叉骨狀框架座艙保護裝置「光環」（halo），以阻擋賽道上飛濺的碎片並提高駕駛安全。最終版本的光環重達數公斤，迫使車隊大幅修改底盤設計。車隊指出為了通過強制性碰撞測試，需要加固底盤以承受相當於一輛倫敦巴士的重量。
經過麥拉倫向國際汽聯的遊說後，2018年規定禁止使用「鯊魚鰭」（一片從引擎罩延伸出來的碳纖維板）。為了符合規則，MCL33採用一片從集氣箱延伸到排氣口且垂直於引擎罩上的碳纖維鰭板。此外，自2018年賽季起，國際汽聯亦禁止車輛在尾翼前方的引擎罩上安裝T形翼（T-wing）。

### 季前測試
MCL33於西班牙納瓦拉賽道進行初步測試並首度登場，其後便前往加泰罗尼亚赛道參加季前測試。費爾南多·阿隆索在第一天測試結束後給予這輛車正面的評價，更強調雷諾R.E.18引擎是R.E.17的進化版；相比之下，因為本田沒有將先前的引擎設計沿用至後續版本，致使麥拉倫在2015年至2017年間始終在更換新的引擎。然而，車隊依舊面臨了包括電子及液壓故障等問題，使得車輛的測試圈數受到限制。當紅牛二隊STR13裝載著被麥拉倫放棄的本田引擎順利跑完測試後，麥拉倫針對有關車輛可靠性的質疑，堅稱此並不代表底盤設計有缺陷。測試結束後，麥拉倫承認他們在本賽季未充分準備，相較8天內跑完最長距離4,481（2,784.4英里）的梅赛德斯，MCL33僅完成2,788（1,732.4英里），未能達成預先設定的里程目標。

### 前期開發
在車輛正式發布前，麥拉倫宣布預計在位於澳洲的賽季開幕站前，針對空氣動力學進行全面性的升級。然而，該隊隨後承認他們在季前測試遭遇的可靠性問題，迫使升級計畫被推延至賽季第2站巴林。這項升級包含為了穩定車身氣流而修正的前鼻翼，以及重新設計曾在2017年出現於紅牛及法拉利概念車上的破風板及轉向葉片。

## 一級方程式賽車成績
（图例）（粗體表示桿位；斜體表示最快單圈）
| 賽季   | 車隊         | 引擎       | 輪胎 | 車手            | 大獎賽 | 大獎賽 | 大獎賽 | 大獎賽 | 大獎賽 | 大獎賽 | 大獎賽 | 大獎賽 | 大獎賽 | 大獎賽 | 大獎賽 | 大獎賽 | 大獎賽 | 大獎賽 | 大獎賽 | 大獎賽 | 大獎賽 | 大獎賽 | 大獎賽 | 大獎賽 | 大獎賽 | 積分 | 排名 |
| 賽季   | 車隊         | 引擎       | 輪胎 | 車手            | 澳     | 巴林   | 中     | 亞     | 西     | 摩     | 加     | 法     | 奥     | 英     | 德     | 匈     | 比     |        | 新     | 俄     | 日     | 美     | 墨     | 巴西   | 阿     | 積分 | 排名 |
| 2018年 | 麥拉倫F1車隊 | 雷諾R.E.18 | P    | 費爾南多·阿隆索 | 5      | 7      | 7      | 7      | 8      | Ret    | Ret    | 16†    | 8      | 8      | 16†    | 8      | Ret    | Ret    | 7      | 14     | 14     | Ret    | Ret    | 17     | 11     | 62   | 第6  |
| 2018年 | 麥拉倫F1車隊 | 雷諾R.E.18 | P    | 斯托弗·范多恩   | 9      | 8      | 13     | 9      | Ret    | 14     | 16     | 12     | 15†    | 11     | 13     | Ret    | 15     | 12     | 12     | 16     | 15     | 11     | 8      | 15     | 14     | 62   | 第6  |

* 賽季進行中。

## 註記
1. 1 2  麥拉倫已與巴西石油簽訂技術合作協議，將在2019年提供該隊燃料與潤滑劑。此份協議中，巴西石油於MCL33車身塗裝露出，而該賽車則使用BP燃料及嘉实多潤滑劑。[3]